# Roggeveenstraat
De Roggeveenstraat is een woonstraat in de Spaarndammer- en Zeeheldenbuurt in Amsterdam, vernoemd naar de Nederlandse ontdekkingsreiziger Jacob Roggeveen.

## Geschiedenis en ligging
De straat kreeg per raadsbesluit van 20 november 1878 de naam Roggeveenstraat, die begon bij de Van Neckstraat tot aan de oostelijke kade van het Westerkanaal/Houtmankade. Vervolgens liep de Roggeveenstraat aan de overzijde van dat kanaal door tot aan de Spaarndammerstraat. De verbinding tussen beide delen werd verzorgd door een voorloper van de Tasmanbrug/Westerkeersluis. De twee straatdelen lagen in twee verschillende wijken. De gemeente heeft in september 1913 daarom besloten om hier een onderscheid te maken en werd het straatgedeelte ten westen van het Westerkanaal hernoemd naar Nova Zemblastraat.

### Uiterlijk in 2019
De huidige straat loopt nu parallel aan de Van Diemenstraat. Een gedeelte van de straat tussen de Houtmankade en de van Linschotenstraat is echter afgesloten voor autoverkeer en is voetgangersgebied.

## Gebouwen
De volgende bijzondere gebouwen zijn nog aanwezig in de Roggeveenstraat:
- School uit 1892, Neorenaissance, ontwerp door publieke werken, Roggeveenstraat 12-14
- Etage woningen, 1879-1883, Neorenaissance, architect B. de Greef, Roggeveenstraat 103-169